# Maria Ferm
Maria Theresa Ferm, född 28 augusti 1985 i Eriksfälts församling i Malmö, är en svensk politiker (miljöpartist). Hon var ordinarie riksdagsledamot 2010–2022, invald för Stockholms kommuns valkrets sedan 2014 (dessförinnan invald för Malmö kommuns valkrets 2010–2014). I januari 2019 utsågs hon till statssekreterare i Statsrådsberedningen, vilket hon var fram till att Miljöpartiet lämnade regeringen i november 2021.
Hon var Miljöpartiet de grönas talesperson i migrationspolitiska frågor och var 2014–2019 partiets gruppledare i riksdagen. Hon var tidigare även talesperson i rättspolitiska frågor. Hennes hjärtefrågor är migration, lika rätt, integritet och jämställdhet.

## Uppväxt och utbildning
Maria Ferm är uppvuxen i Falsterbo i Vellinge kommun och bosatt i Stockholm. Hon har studerat på IMER-programmet vid Malmö högskola, med fokus på språk, migration och globalisering.

## Grön Ungdom
Maria Ferm var språkrör för Grön Ungdom 2008–2011 och satt då även i förbundsstyrelsen. Tidigare har hon varit ledamot av Gröna Studenters riksstyrelse och varit språkrör för Grön Ungdom Malmö.

## Riksdagen
Maria Ferm valdes in i riksdagen för Malmö kommuns valkrets i valet 2010. Hon var en av totalt åtta kandidater som tog sig in riksdagen tack vare personval, efter att ha kryssat sig förbi toppkandidaten Karin Svensson Smith. Under mandatperioden 2010–2014 var hon ledamot i riksdagens justitieutskott samt suppleant i socialförsäkringsutskottet och EU-nämnden.
I riksdagen har hon bland annat lyft frågan om amerikanska myndigheters möjlighet att övervaka svenskars kommunikation, avskaffandet av danstillståndet och motionerat om olika insatser för minskad främlingsfientlighet och rasism.
Inför riksdagsvalet 2014 tippades hon av många som blivande minister vid en rödgrön valseger. Hon utsågs efter valet till Miljöpartiets gruppledare i riksdagen tillsammans med Jonas Eriksson. Under åren 2014–2019 var hon dessutom ledamot/suppleant i socialförsäkringsutskottet och suppleant i arbetsmarknadsutskottet, och 2018–2019 även ledamot i utrikesnämnden samt suppleant i finansutskottet och EU-nämnden.

## Andra uppdrag
Ferm var 2011–2014 ledamot i Rikspolisstyrelsens styrelse. Hon är ledamot i Miljöpartiet de grönas partistyrelse sedan maj 2012. Sedan november 2012 sitter hon även i Migrationsverkets insynsråd.
2016 utsågs Ferm att leda regeringens utredning om lagliga vägar till EU för asylsökande.
 Utredningen lämnade i december 2017 sitt förslag till regeringen om ett system som minskar de farliga resorna över Medelhavet och öppnar för ett antal asylsökande att kunna resa lagligt in i unionen för att söka asyl på plats.
2024–2025 arbetade hon för Amnesty International Sverige som påverkansansvarig och senare kommunikationschef. År 2025 blev hon intressepolitiskt ansvarig på Neuroförbundet.

## Skribent och debattör
Ferm har medverkat med texter i flera antologier, bland annat antologin Vårt sätt att leva tillsammans kommer att ändras som gavs ut inför valet 2010 och Tänk Grönt om grön ideologi, som gavs ut av Cogito i maj 2011. I den senare boken var titeln på hennes bidrag "Därför är jag grön". Där berättar hon bland annat om terrordåden mot World Trade Center den 11 september 2001, då hon var 16 år, och att den våg av ökad övervakning och kontroll som svept över världen sedan dess har skrämt henne. Hon säger också att det viktigaste målet för hennes politiska engagemang är verka för ett "medmänskligt och öppet samhälle där vi tar ansvar för kommande generationer".
2013 rankades hon av Svenska Dagbladet som Sveriges tredje mest inflytelserika politiker på sociala medier.

### Gymnasielagen 2018
Ferm var som migrationspolitisk talesperson för Miljöpartiet en återkommande besökare på Ung i Sveriges demonstration på Medborgarplatsen. Hon har av Expressen beskrivits som en av de mest engagerade för ensamkommande afghaner. Hon reste till  Afghanistan och medverkade i aktivisters arrangemang i Almedalen.

## Övrigt
År 2007 väckte Ferm uppmärksamhet genom en namninsamling i Vellinge kommun för att kommunen skulle ta emot flyktingar.
Ferm uppgav då hon valdes till språkrör för Grön Ungdom att hon tidigare missbrukat kokain i två år. Hon har efter det debatterat för att motverka alkoholanvändning i riksdagen.
Hon har ett barn från ett tidigare äktenskap. I juni 2023 gifte sig Ferm med det tidigare språkröret Gustav Fridolin.